# Jhonatan Narváez
Jhonatan Narváez (n. 4 martie 1997, Sucumbíos Canton⁠(d), Sucumbíos Province⁠(d), Ecuador) este un ciclist profesionist ecuadorian, care concurează în prezent pentru Ineos Grenadiers, echipă licențiată UCI WorldTeam.

## Rezultate în Marile Tururi

### Turul Italiei
5 participări
- 2019: locul 50
- 2020: nu a terminat competiția, câștigător al etapei a 12-a
- 2021: locul 49
- 2022: locul 42
- 2024: câștigător al etapei 1

### Turul Spaniei
1 participare
- 2021: nu a terminat competiția